# Стрейч, Янис
Янис Стрейч (латыш. Jānis Streičs; род. 26 сентября 1936) — советский и латвийский киноактёр, режиссёр театра и кино, киносценарист. Один из самых ярких представителей старшего поколения режиссёров Латвии.  Заслуженный деятель искусств Латвийской ССР (1976).

## Биография
Родился 26 сентября 1936 года в селе Анспоки Прейльской волости Даугавпилсского уезда, в семье Яниса и Олги Стрейч. В раннем детстве жил в Риге, когда семья на недолгий срок переехала в небольшой город Сабиле на западе Латвии.
После возвращения в Латгалию учился в семилетней школе посёлка Гайлиши. В 1955 окончил Резекненское педагогическое училище, работал педагогом-воспитателем в детском доме, учителем в средней школе. Служил на срочной службе в Советской Армии.
Окончил режиссёрское отделение Латвийской государственной консерватории (1963). Работал ассистентом у режиссёра Рижской киностудии Александра Лейманиса, бывшего его педагогом во время учёбы в консерватории.
За долгую карьеру участвовал в разных качествах, более чем в 30 кинопроектах: был ассистентом, вторым режиссёром, художественным руководителем, педагогом, режиссёром-постановщиком, сценаристом и актёром. Во всесоюзной системе кинопроизводства было только два режиссёра из Латвии с высшей профессиональной категорией — Янис Стрейч и Алоиз Бренч.
Самый известный фильм режиссёра — «Театр», в котором сыграла одну из своих лучших ролей Вия Артмане.
В последние годы пробовал свои силы как художник. В 2004 году в Доме Черноголовых прошла его персональная выставка, на которой к показу были подготовлены выполненные в технике пастели картины.
В 1991—1995 гг. — председатель Союза кинематографистов Латвии. Педагог Латвийской академии культуры. С 1999 года — почётный член Академии наук Латвии. Был председателем Рижского Латышского общества.

## Личная жизнь
Женат на Вилде Стрейч, дети — сын Марис и дочь Виктория. Второй его сын, режиссёр Кристап Стрейч, погиб.

## Признание и награды
- Командор ордена Трёх звёзд (1998) — за достижения в области культуры[3].
- Заслуженный деятель искусств Латвийской ССР (1976).
- Почётная грамота Президента Латвии (2016)[4].
- Неоднократный призёр и победитель всесоюзных кинофестивалей: 
  - Лауреат премии Ленинского комсомола Латвии (1976, за фильмы: «Верный друг Санчо», «Мой друг — человек несерьёзный»).
  - Пять раз награждался национальной кинопремией «Большой Кристап».
  - Обладатель международных призов за фильмы «Дитя человеческое» и «Жернова судьбы».
  - Специальный диплом и награду Международного кинофестиваля Евразии получила лента «Мистерия старой управы» (2004).

## Творчество

### Режиссёрские работы

#### Рижский ТЮЗ
- 1963 — «Перед ужином» (латыш. "Pirms vakariņām") Виктора Розова

### Фильмография
Актёр:
- 1970 — Стреляй вместо меня / Šauj manā vietā — отец Арсений
- 1973 — Цыплят по осени считают / Cāļus skaita rudenī — Думс, преподаватель СПТУ
- 1977 — Мужчина в расцвете лет / Vīrietis labākajos gados — директор
- 1978 — Театр / Teātris — автор
- 1979 — Незаконченный ужин / Nepabeigtās vakariņas — тайный агент
- 1981 — Лимузин цвета белой ночи / Limuzīns jāņu nakts krāsā — Янис
- 1989 — А был ли Каротин? — Рудольф Петрович
- 1991 — Дитя человеческое / Cilvēka bērns —  пробст

Режиссёр и сценарист:
- 1967 — Часы капитана Энрико / Kapteiņa Enriko pulkstenis — режиссёр
- 1969 — Мальчишки острова Ливов / Līvsalas zēni — режиссёр, сценарист
- 1970 — Стреляй вместо меня / Šauj manā vietā — режиссёр
- 1972 — Илга-Иволга / Vālodzīte — режиссёр
- 1974 — Верный друг Санчо / Uzticamais draugs Sančo — режиссёр
- 1975 — Мой друг — человек несерьёзный / Mans draugs — nenopietns cilvēks — режиссёр
- 1976 — Мастер / Meistars — режиссёр
- 1977 — Эта опасная дверь на балкон / Šīs bīstamās balkons durvis — сценарист
- 1978 — Театр / Teātris — режиссёр, сценарист
- 1979 — Незаконченный ужин / Nepabeigtās vakariņas — режиссёр
- 1981 — Помнить или забыть / Atcerēties vai aizmirst — режиссёр
- 1981 — Лимузин цвета белой ночи / Limuzīns jāņu nakts krāsā — режиссёр
- 1983 — Чужие страсти / Svešās kaislības — режиссёр, сценарист
- 1985 — Свидание на Млечном пути / Tikšanās uz piena ceļa — режиссёр
- 1986 — В заросшую канаву легко падать / Aizaugušā grāvī viegli krist — режиссёр, сценарист
- 1989 — Песнь, наводящая ужас / Carmen Horrendum — режиссёр
- 1991 — Дитя человеческое / Cilvēka bērns — режиссёр, сценарист
- 1997 — Жернова судьбы / Likteņdzirnas — режиссёр, сценарист
- 2000 — Мистерия старой управы / Vecās pagastmājas mistērija — режиссёр, сценарист
- 2002 — Ипполит (ТВ) / Ipolits — режиссёр, сценарист
- 2002 — Ночной сторож и прачка (ТВ) / Naktssargs un veļas mazgātāja — режиссёр, сценарист
- 2004 — Осенние розы / Rudens rozes — режиссёр, сценарист
- 2010 — Наследие Рудольфа / Rūdolfa mantojums — режиссёр

Другое:
- 1964 — Армия «Трясогузки» / Cielaviņas armija — ассистент режиссёра
- 1964 — Царская невеста / Cara līgava — ассистент режиссёра
- 1965 — Заговор послов / Sūtņu sazvērestība — ассистент режиссёра
- 1965 — «Тобаго» меняет курс / Tobago maina kursu — второй режиссёр
- 1965 — Последний жулик / Pēdējais blēdis — второй режиссёр
- 1972 — Слуги дьявола на Чёртовой мельнице / Vella kalpi vella dzirnavās — второй режиссёр
- 1973 — Цыплят по осени считают / Cāļus skaita rudenī — режиссёр-педагог
- 1976 — Эта опасная дверь на балкон / Šīs bīstamās balkons durvis — художественный руководитель
- 1979 — Всё из-за этой шальной Паулины / Tās dullās Paulīnes dēļ — художественный руководитель
- 1983 — Погода на август / Laika prognoze augustam — художественный руководитель
- 1983 — Малиновое вино / Aveņu vīns — художественный руководитель

Кинодокументалистика:
- 1966 — Советская Латвия № 37 / Padomju Latvija — режиссёр киножурнала
- 1990 — Латвийская хроника № 21 / Latvijas hronika — режиссёр киножурнала